# Chamorro
Chamorro (též čamoro, čamorština) je mateřský jazyk Chamorrů na Severních Marianách a na Guamu. Ačkoliv je zde angličtina mnohem rozšířenější, obyvatelé stále používají i tento jazyk. Používán je také na vlastním území Spojených států imigranty a jejich potomky.
Etymologie mnoha slov tohoto jazyka má kořeny ve španělštině, což vede k záměnám se španělskou kreolštinou, chamorro se používá obdobně jako mikronéština. Může však být oprávněně považována za smíšený anglo-hispánský jazyk vzniklý z kontaktu a v rámci kreolizačního procesu na Marianských ostrovech. Moderní chamorro používá ze španělštiny mnoho výpůjček, zvláště členů, číslovek a předložek.
Na Marianách žije asi 50 000 až 75 000 mluvčích tohoto jazyka. Na Severních Marianách je stále používaná i v domácím prostředí. Na Guamu její používání rychle upadá ve prospěch angličtiny.
Mluvčí v posledních letech chamorro odmítali a u mladších generací je menší pravděpodobnost, že budou jazyk umět. Vliv angličtiny způsobil ohrožení tohoto jazyka. Na Guamu se počet mluvčích v posledních desetiletích zmenšil, zatímco mladí na Severních Marianách chamorro stále užívají. Tento jev se přičítá tomu, že americká vláda podporuje užívání angličtiny.

## Jazyková klasifikace
Chamorro nepatří ani k mikronéské, ani polynéské jazykové skupině; podobně jako palauština může tvořit samostatnou větev malajsko-polynéských jazyků. Původ domorodých národů proto není jasný. Analýza databáze austronéských jazyků předpokládá, že 85 % slovní zásoby čamorštiny je nejblíže širší středovýchdoní malajsko-polynéské jazykové skupině.

## Příklady

### Číslovky
| Chamorro | Česky |
| håcha    | jeden |
| hugua    | dva   |
| tulu     | tři   |
| fåtfat   | čtyři |
| lima     | pět   |
| gunom    | šest  |
| fiti     | sedm  |
| guåloʼ   | osm   |
| sigua    | devět |
| månot    | deset |

### Pozdravy
| Chamorro            | Česky             |
| ------------------- | ----------------- |
| Håfa adai.          | Dobrý den.        |
| Håfa tatatmanu hao? | Jak se máte?      |
| Håyi na'ån-mu?      | Jak se jmenujete? |
| Si Bruce yu'.       | Já jsem Bruce.    |
| Ñåhlang yu'.        | Mám hlad.         |
| Adiós!              | Na shledanou!     |
| Buenas días!        | Dobré ráno!       |
| Buenas tatdes!      | Dobré odpoledne!  |
| Buenas noches!      | Dobrou noc!       |
| Esta agupa'.        | Uvidíme se zítra. |
| Si Yu'us ma'ase.    | Děkuji.           |
| Buen probechu!      | Není zač!         |

## Vzorový text
Otče náš (modlitba Páně):
Tåtån-måmi niʼ gaige Hao gi langet,
u matuna i naʼån-mu,
u mamailaʼ i gobietno-mu,
u mafaʼtinas i pintoʼ-mu,
asi gi tanoʼ komu gi langet.
Nåʼi ham påʼgo nu i kada haʼåni na agon-måmi,
ya un asiʼi ham nu i diben-måmi,
taiguihi i in asisiʼi i dumidibi ham siha,
ya chaʼmu ham pumopoʼlo na in fambasnak gi tentasion,
lao naʼfanlibre ham nu i tailayi. Åmen.

### Všeobecná deklarace lidských práv
| chamorro | Manmåfañågu todu i taotao siha manlibettao yan mamårehu gi diknidåt yan direcho siha, manmånå'i siha nu hinasso yan konsiensia ya debi di u fanafa'maolek. |
| česky    | Všichni lidé se rodí svobodní a sobě rovní co do důstojnosti a práv. Jsou nadáni rozumem a svědomím a mají spolu jednat v duchu bratrství.                 |